# Tomasz Baczyński
Tomasz Baczyński (ur. 19 grudnia 1690 w Baczynie koło Sambora, zm. 17 października 1756 w Krakowie) – polski dramatopisarz, jezuita, od 1753 prowincjał.
Od 1725 był profesorem teologii i filozofii w kolegiach jezuickich w Jarosławiu (tu także był rektorem od 1752 do 1753), Sandomierzu (rektor od 1740 do 1743) i Kaliszu. 
Od 1753 był prowincjałem polskim, dokonał podziału na Prowincję Wielkopolską i Prowincję Małopolską.
Napisał 14 obyczajowych sztuk teatralnych, które zostały wystawione w Kaliszu w latach 1722–1725 (rękopisy w zbiorach Biblioteki Jagiellońskiej). Obok Antoniego Rychtera twórca polskiej obyczajowej komedii przedoświeceniowej.